# Gość Jedynki
Gość Jedynki – program publicystyczny nadawany od 5 stycznia 1998 roku do 13 sierpnia 2004 roku na kanale TVP1, w okresie prezesury Roberta Kwiatkowskiego.
Początkowo program był emitowany o 17:50, później bezpośrednio po Teleexpresie o 17:20. Prezenterzy rozmawiali z osobami związanymi z polityką. Później program zastąpiono audycją Prosto w oczy prowadzoną przez Monikę Olejnik. Ponownie krótko nadawany w 2011 roku.
Wśród gości programu znaleźli się m.in. Bronisław Geremek, Roman Giertych, Lech Kaczyński, Leszek Miller, Leszek Balcerowicz, Janusz Zemke, Marek Belka i Marek Pol. Ostatnim gościem programu był profesor Janusz Danecki, arabista.
Prowadzącymi program byli: Beata Jakoniuk-Wojcieszak, Krzysztof Skowroński, Piotr Gembarowski, Kamil Durczok, Marek Czyż i Maciej Zakrocki.